# Yorca Boca del Paite
Yorca Boca del Paite är en ort i Mexiko.   Den ligger i kommunen Carlos A. Carrillo och delstaten Veracruz, i den sydöstra delen av landet, 400 km öster om huvudstaden Mexico City. Yorca Boca del Paite ligger 9 meter över havet och antalet invånare är 301.
Terrängen runt Yorca Boca del Paite är mycket platt. Runt Yorca Boca del Paite är det ganska glesbefolkat, med 48 invånare per kvadratkilometer. Närmaste större samhälle är Carlos A. Carrillo, 5,6 km nordväst om Yorca Boca del Paite. Trakten runt Yorca Boca del Paite består till största delen av jordbruksmark.